# Trnovo (Ljubljana)
Trnovo ist der Stadtbezirk 16 der slowenischen Hauptstadt Ljubljana. Der Bezirk liegt südwestlich der Burg von Ljubljana am linken Ufer der Ljubljanica. Er wird von der Gradaščica durchflossen, die an der Jekarski-Brücke in die Ljubljanica mündet. Die Nachbarbezirke sind Center im Norden, Rudnik im Osten und Süden sowie Vič im Osten. Trnovo (deutsch: Tirnau) und der in den Stadtbezirk eingegliederte Stadtteil Krakovo (deutsch: Krakau) gelten als die ältesten Vororte Ljubljanas.

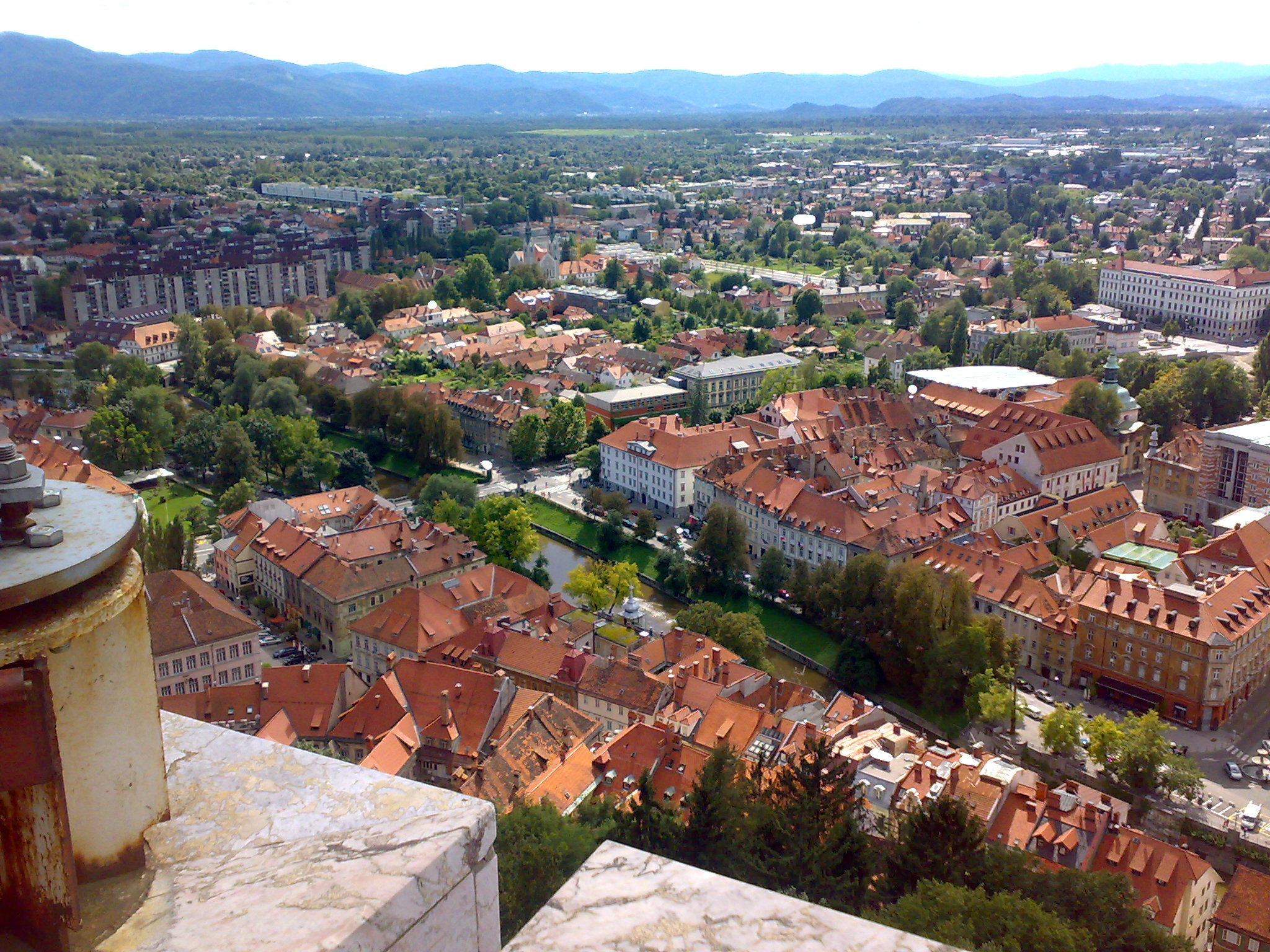
Blick vom Laibacher Schloss auf Krakovo und Trnovo (Mitte links)

## Sehenswürdigkeiten

### Krakovo
siehe Hauptartikel Krakovo (Ljubljana)

### Trnovo-Kirche

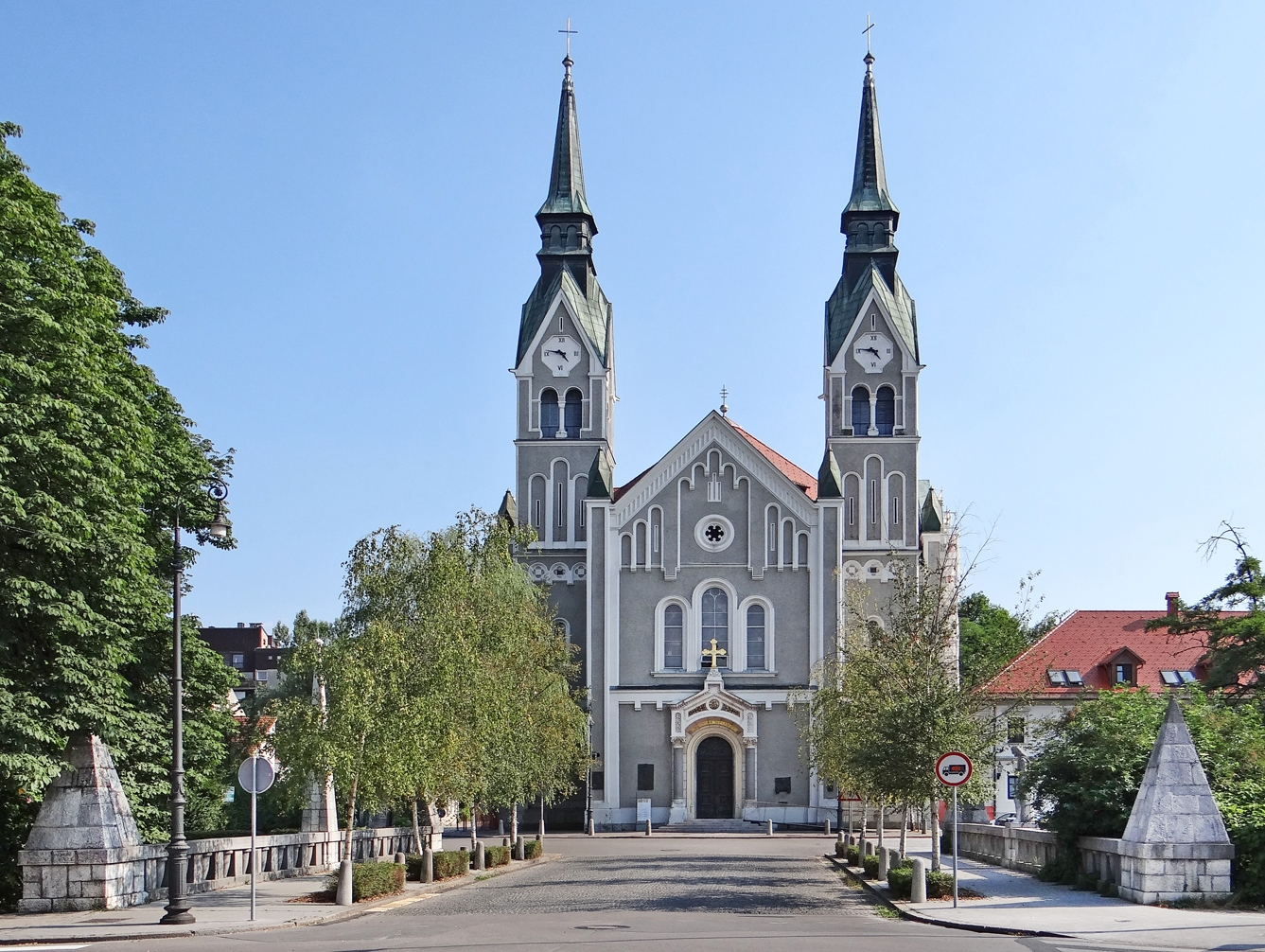
Trnovo-Brücke und Kirche in Ljubljana

Die Pfarrkirche des Stadtteils ist St. Johannes dem Täufer gewidmet und wird umgangssprachlich Trnovo-Kirche genannt. Die ursprüngliche Kirche des Trnovo-Viertels wurde 1753 vom Architekten Candido Zulliani erbaut. Die einzigen erhaltenen Gegenstände dieser Kirche sind einige wenige Gemälde, darunter die des Hl. Johannes des Täufers und des Hl. Antonius von Valentin Metzinger. Die heutige Kirche, die zwischen 1854 und 1857 erbaut wurde, erhielt ihr neoromanisches Aussehen nach dem Erdbeben von 1895, als sie von Architekt Raimund Jeblinger wieder aufgebaut wurde. Die Fresken im Presbyterium wurden von Matej Sternen und die Altarbilder von Pavel Künl gemalt. Einige der Einrichtungsgegenstände, darunter die Lampe des ewigen Lichts, wurden von Jože Plečnik entworfen, dessen ehemaliges Wohnhaus direkt neben der Kirche liegt.
Die Geschichte der Kirche von Trnovo ist mit einer der bekanntesten romantischen Geschichten von Ljubljana verbunden. Vor dieser Kirche traf der France Prešeren zum ersten Mal seine Muse Julija Primic und verliebte sich in sie. Prešeren war viele Jahre hoffnungslos in Julija verliebt, aber das Mädchen lebte unter der Obhut ihrer strengen Eltern und erwiderte seine Liebe nie. Prešeren widmete ihr eine große Anzahl seiner in Sonettform verfassten Gedichte.
Der Priester und Schriftsteller Fran Saleški Finžgar war von 1918 bis 1936 Pfarrer an der Trnovo-Kirche.

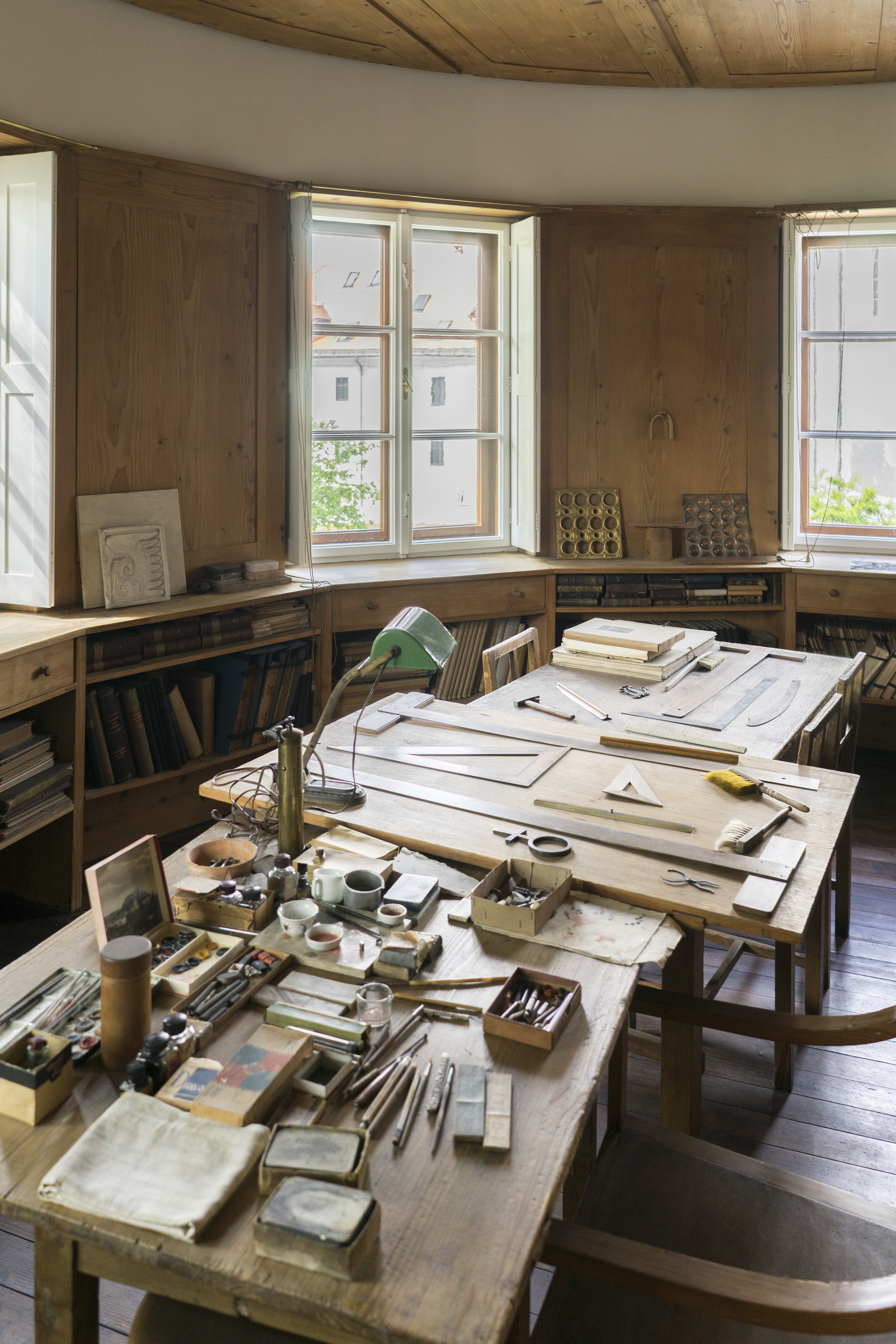
Plečniks Arbeitszimmer

### Plečnik-Haus
Direkt neben der Trnovo-Kirche, in der Karunova ulica Nr. 4, befindet sich das Museum Haus Plečnik im ehemaligen Wohnhaus des Architekten. Nach dem Tod von Plečnik im Jahr 1957 zog sein Neffe Karel Matkovič in das Haus ein und sicherte den umfangreichen Nachlass von Plänen und Korrespondenzen. Nach dem Tod von Matkovič im Jahr 1971 erwarb die Stadt Ljubljana das Anwesen von den Erben und eröffnete dort 1974 das Architektur Museum Ljubljana (seit 1992 im Schloss Fužine). Seit 2001 werden für die Öffentlichkeit Schauräume mit ursprünglichem Besitz von Plečnik präsentiert. Der Nachlass des Architekten ist für wissenschaftliche Auswertungen zugänglich. Plečniks Sammlung wurde 2009 zum Denkmal von nationaler Bedeutung erklärt.

### Trnovo-Brücke

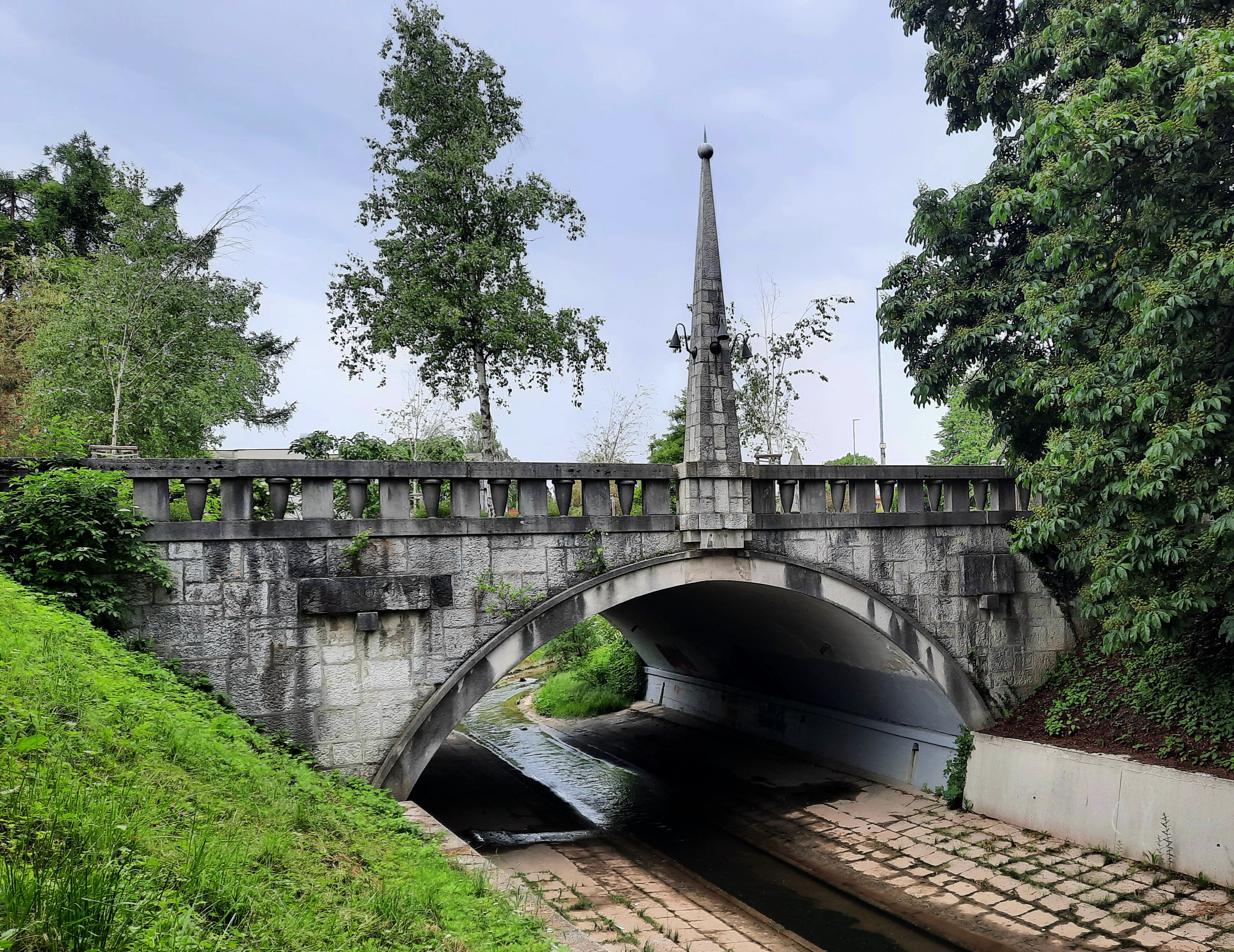
Trnovo-Brücke über den Gradaščica-Kanal von Jože Plečnik

Die Trnovo-Brücke, die zwischen 1929 und 1932 erbaut wurde, war das Herzstück des Projekts von Jože Plečnik zur Rekonstruktion der Ufer der Gradaščica vor ihrer Mündung in die Ljubljanica. Die Brücke bildet eine Verlängerung des Kirchplatzes, und die Pyramiden, die sie schmücken, ahmen die Form der Kirchtürme nach. Zu den weiteren Verzierungen der Trnovo-Brücke gehören massive Balustraden, zwei Reihen kurzer Säulen und Nikolaj Pirnats Steinstatue des Heiligen Johannes des Täufers, des Schutzpatrons der Trnovo-Kirche. Das bemerkenswerteste Dekorationselement der Brücke sind zwei Reihen Birken, die in die Brücke gepflanzt wurden. An den Seiten ist die Brücke mit grob bearbeiteten Steinblöcken bedeckt. An der dem Vorort Krakovo zugewandten Seite befindet sich eine Steintafel mit dem Namen „Krakovo“ und an der dem Vorort Trnovo zugewandten Seite eine Tafel mit der Aufschrift „Trnovo“. Seit 2021 ist die Brücke Teil der Weltkulturerbestätte Die Werke von Jože Plečnik in Ljubljana – am Menschen orientierte Stadtgestaltung.

### Gradaščica-Uferböschungen und Hahnensteg

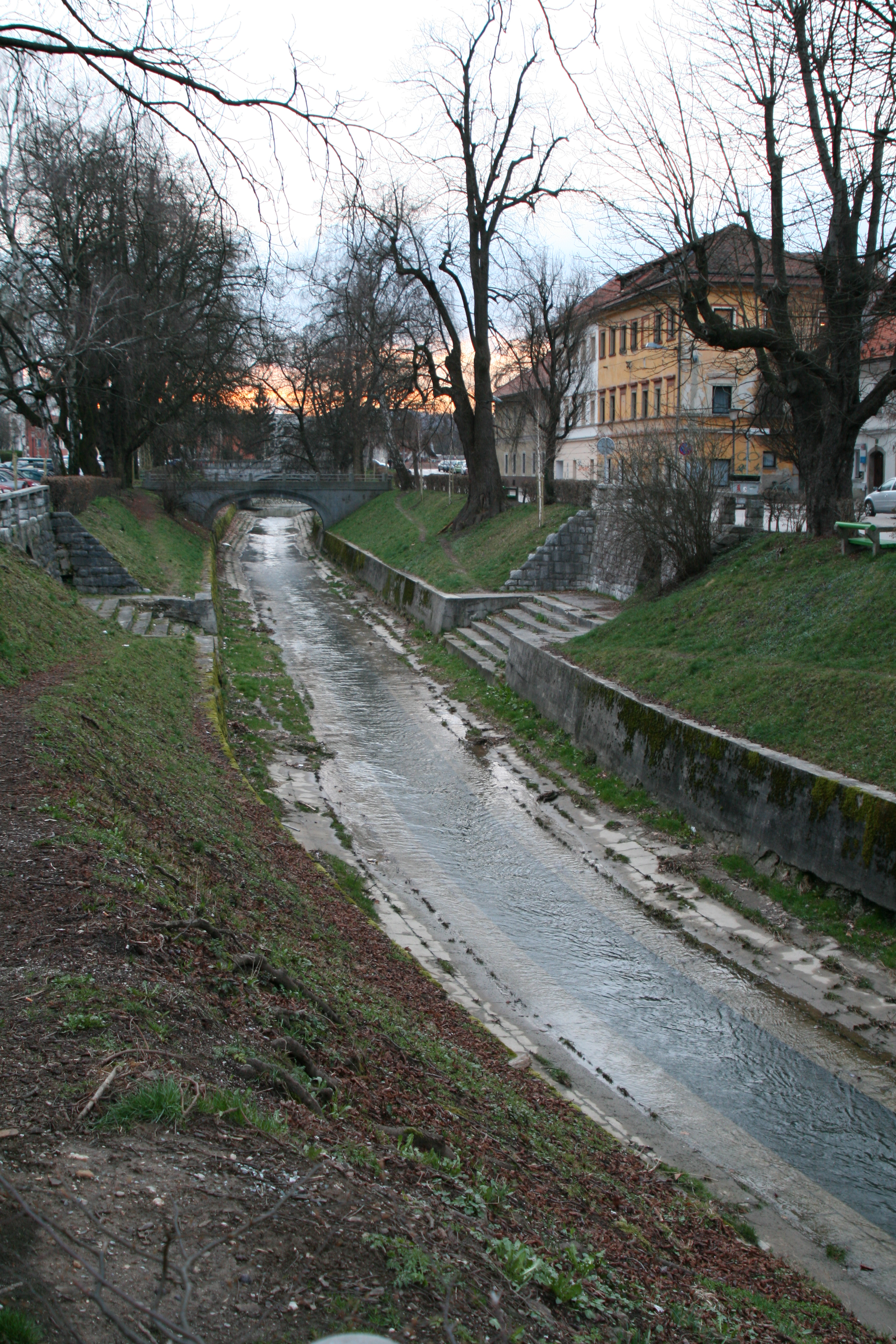
Hahnensteg (Petelinja brv) und Waschplatz an der Eipprova ulica

Die Uferböschungen der Gradaščica  (slowenisch Nabrežja Gradaščice) entlang von Eipprova ulica und Gradaška ulica wurden nach Plečniks Plänen in den Jahren 1931 und 1932 angelegt. Sie erstrecken sich von der Trnovo-Brücke bis zur
Jekarski-Brücke an der Mündung in die Ljubljanica. Die Böschungen sind mit Birken gesäumt.
Auf halbem Weg überquert eine schmale Fußgängerbrücke, der Hahnensteg (slowenisch Petelinja brv), das Flüsschen, gefolgt von Stufenanlagen an den Stellen, wo früher Waschplätze existierten.

### Trnovski pristan

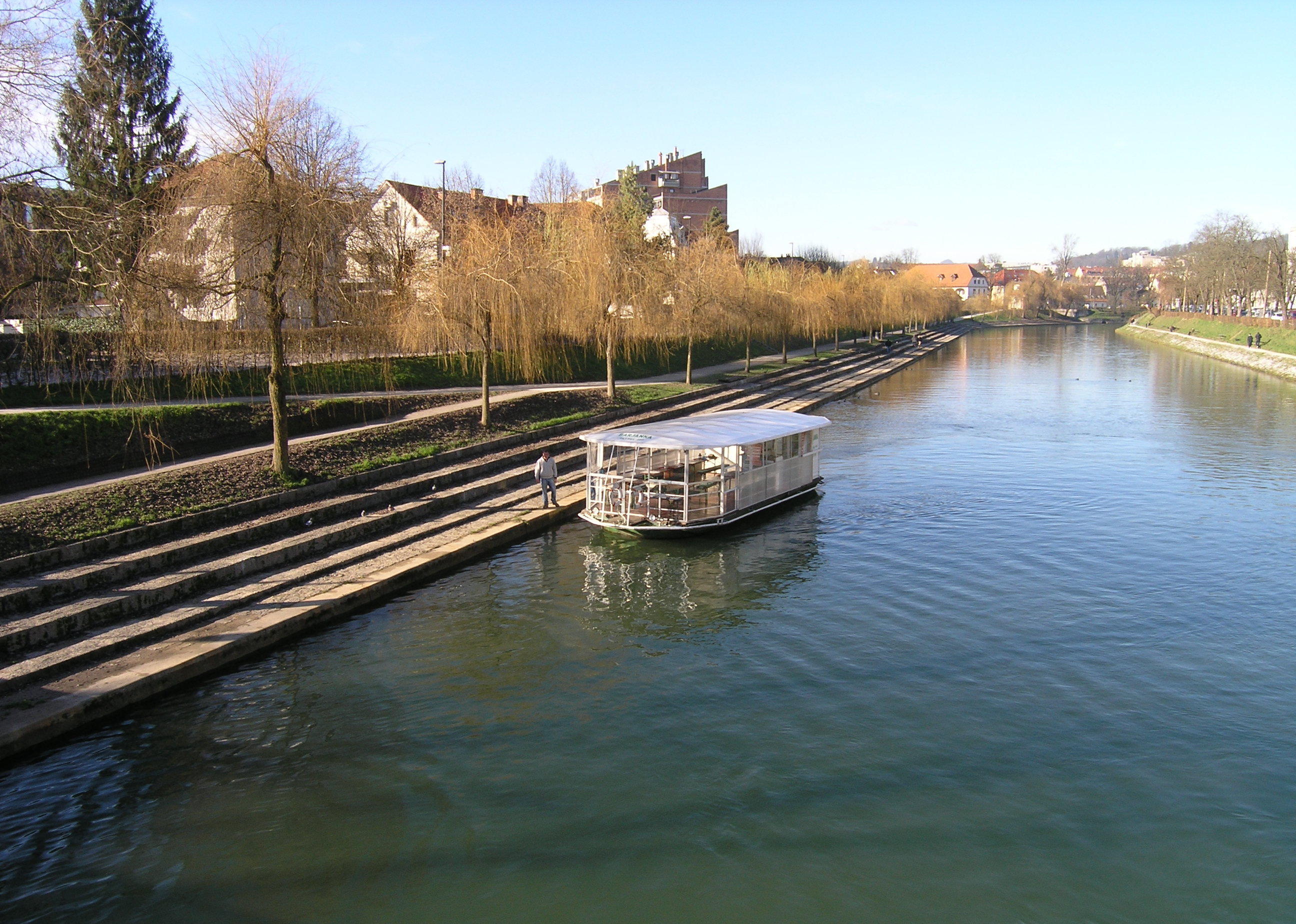
Trnovski pristan

Auf der linken Flussseite der Ljubljanica verläuft vom Abfluss des Gruberkanals bis zur Mündung der Gradaščica die Uferpromenade Trnovski pristan (Tirnauer Lände) mit ihren großen, zum Fluss absteigenden Steintreppen. Hier entlud man früher die Steine, die zum Bau der Stadt bestimmt waren. Als Jože Plečnik später die Flussufer der Ljubljanica gestaltete, schuf er 1930 an der Uferböschung dieses Bereichs einen Spazierweg, der von Trauerweiden und den bereits erwähnten Steintreppen geprägt ist. Seit 2021 ist das Bauwerk Teil der Weltkulturerbestätte Die Werke von Jože Plečnik in Ljubljana – am Menschen orientierte Stadtgestaltung.